# پلاس۵۰۰
پلاس۵۰۰ (انگلیسی: Plus500) شرکت خدمات مالی اسرائیلی است، که در سال ۲۰۰۸ تأسیس شد.